# Ailurops furvus
Ailurops furvus is een zoogdier uit de familie van de koeskoezen (Phalangeridae). De wetenschappelijke naam van de soort werd voor het eerst geldig gepubliceerd door Miller & Hollister in 1922.

## Uiterlijke kenmerken
De soort lijkt op de beerkoeskoes (Ailurops ursinus), maar is groter en robuuster gebouwd. Het is de grootste soort uit de familie van de koeskoezen. Ook heeft het langer en zwarter haar dan de beerkoeskoes en minder opvallende oren.

## Taxonomie
De soort werd lang als ondersoort van de beerkoeskoes (Ailurops ursinus) gezien, maar werd in 2015 als aparte soort beschouwd.

## Voorkomen
De soort komt voor in de bergen van centraal en zuidwestelijk Sulawesi, op hoogten van 800 tot 2000 meter.